# Wingbeats
Wingbeats ist das achte Musikalbum von Thumbscrew, dem Trio von Mary Halvorson, Michael Formanek und Tomas Fujiwara. Die am 21. und 22. September 2023 im The Bunker Studio in Brooklyn entstandenen Aufnahmen erschienen am 27. September 2024 auf Cuneiform Records.

## Hintergrund
Wingbeats folgt Multicolored Midnight (2022) und ist das achte Album des Trios Thumbscrew, das seit 2013 aus der Gitarristin Mary Halvorson, dem Bassisten Michael Formanek und dem Schlagzeuger Tomas Fujiwara besteht. Wie schon in der Vergangenheit steuerte jeder Musiker jeweils eigene Stücke zur Aufnahme bei, die von der Gruppe ausgearbeitet wurden. Somit stammen jeweils drei der zehn Titel von jedem Triomitglied, während der zehnte ein Charles-Mingus-Cover ist, „Orange Was the Color of Her Dress, Then Silk Blue“.

## Titelliste
- Thumbscrew – Wingbeats (Cuneiform Records) (Cuneiform Records Rune 520)[2]

1. Wingbeats 4:50
2. Greenish Tents 5:54
3. How May I Inconvenience You Today? 7:49
4. Irreverent Grace 7:00
5. Pyrrhic 7:41
6. Wayward 5:32
7. Knots 5:50
8. Singlet 3:33
9. Somewhat Agree 7:13
10. Orange Was the Color of Her Dress, Then Blue Silk [Sic] (Mingus) 5:53

Wenn nicht anders vermerkt, stammen die Kompositionen von Tomas Fujiwara (1, 4, 7), Mary Halvorson (2, 5, 8) und Michael Formanek (3, 6, 9).

## Rezeption

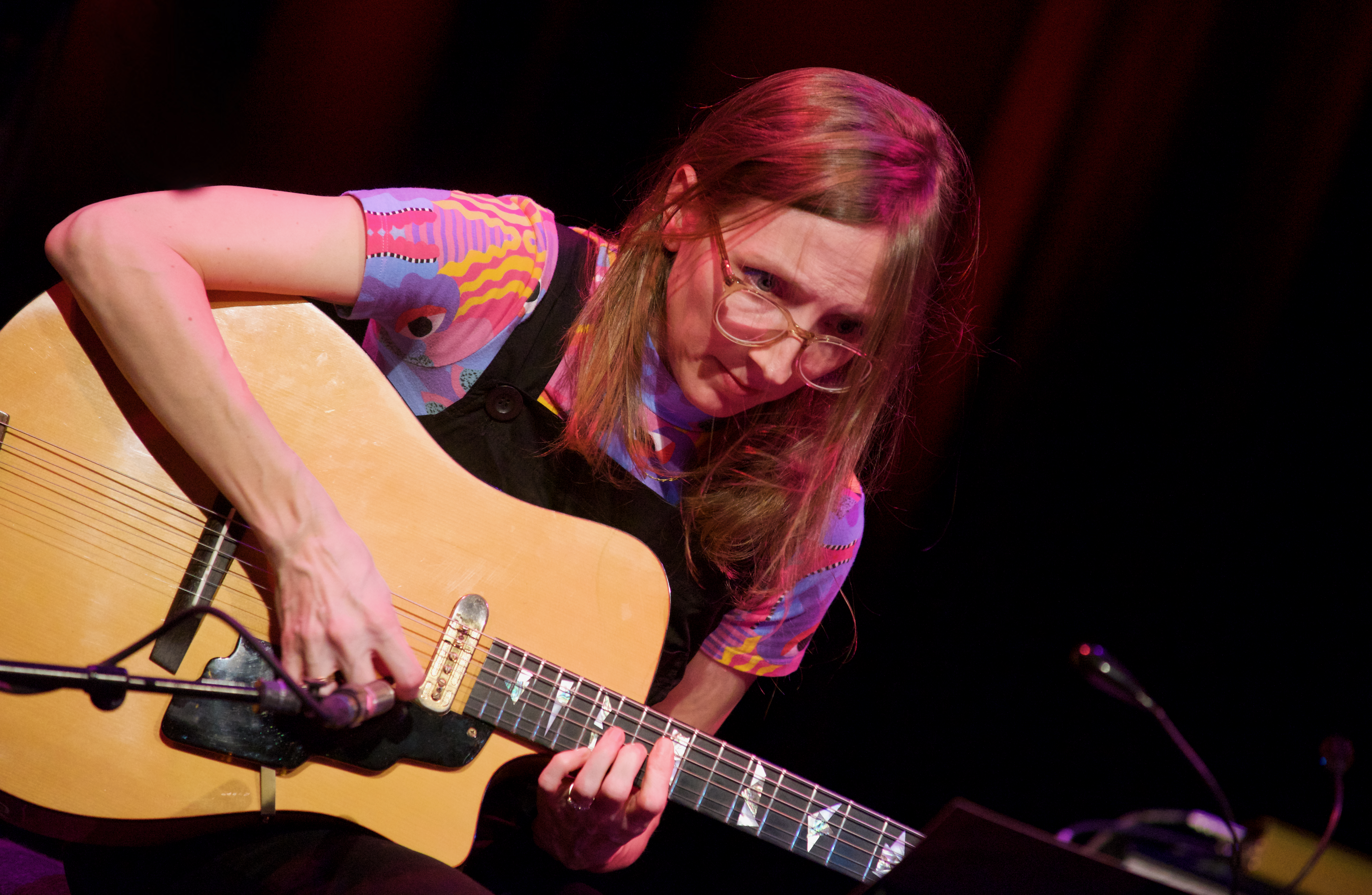
Mary Halvorson (2023)

Thumbscrew gehöre nach wie vor zu den Ensembles, deren Sound genug „Jazz“ hat, um eine breite Anziehungskraft zu haben, während sie sich gleichzeitig mit knorrigen Songstrukturen nach außen hin entfaltren, schrieb Mike Borella (Avant Music News). Dieses Trio sei in Kreisen der Creative Music für seinen charakteristischen Sound bekannt und geschätzt. Dies stelle die Herausforderung für die Gruppe dar, vergangene Bemühungen nicht noch einmal aufzuwärmen und stattdessen neue Wege zu erkunden. Wingbeats würde eine unterhaltsame Mischung aus dem darstellen, was man von Thumbscrew erwarten könne, aber auch Abwechslung und Überraschungen bieten.
Es seien vor allem die erstaunlichen metrischen Komplexitäten, die bei dieser Band verblüfften, meinte Andy Robson in Jazzwise. Sogar innerhalb eines Takts würden die Taktarten rutschen und gleiten. Der Titeltrack wirble stets, verliere aber nie seine Form. Dies seien harmonische Flügelschläge, aber man könne nie davon ausgehen, dass die Flügel vorhersehbar seien. Gerade wenn man denke, diese Purzelbäume und Wendungen verstanden zu haben, komme der Aufruhr von Mingus‘ „Orange Was the Color of Her Dress, Then Blue Silk“. Wer hätte gedacht, dass man Halvorson in einem Blues-Slick-Modus hören würde, mehr Tal Farlow als Bill Frisell?
„Solistisches An-die-Rampe-Treten“ sei in diesem Trio untersagt, hieß es im Falter; man agiere wie im Rahmen eines coolen Konstruktivismus, der dennoch viel Spielraum für Interaktion biete. Das sei fraglos subtil und raffiniert dargeboten, insgesamt aber etwas gar ausgecheckt. Immerhin: Charles Mingus’ „Orange was the Color …“ würde am Schluss noch einen Farbtupfer hinzufügen.
Das führende Supertrio des Jazz, Thumbscrew, sei mit weiterhin mit Wucht unterwegs, meint S. Victor Aaron (Something Else!). Formanek, Halvorson und Fujiwara, drei der angesehensten und meistbeschäftigten Jazzmusiker der letzten etwa zehn Jahre, würden  es aber immer noch schaffen, gemeinsam einzigartig großartige Musik hervorzubringen. Ihr schwer fassbarer Sound vermische auf radikale Weise einstudiertes mit Spontaneität, und sie hielten ihn frisch, indem sie jedes Mal neue, neuartige Ideen einbezögen, wobei Wingbeats einen weiteren Schritt nach vorne darstelle.